# 72 jmen na Eiffelově věži
Konstruktér Gustave Eiffel nechal na Eiffelovu věž napsat příjmení 72 vědců a inženýrů jako uznání a připomínku toho, že bez jejich teoretických i praktických příspěvků vědě by vybudování věže nebylo možné. Eiffelovo gesto mělo vyjádřit jeho uznání vědě. Nejméně 34 lidí v tomto seznamu představuje odborníky z technických oborů. Většina z nich byla členy Francouzské akademie věd. Až na italského rodáka Josepha-Louise Lagrangea a švýcarského rodáka Charlese Françoise Sturma jde o francouzské vědce, vynálezce a konstruktéry.
Na každé ze čtyř stran věže je na ocelové konstrukci balkonu mezi oblouky a první plošinou umístěno vždy 18 jmen. Na počátku 20. století byla jména při natírání věže zatřena barvou, v letech 1986/87 byla opět zviditelněna při renovaci, kterou prováděla Société nouvelle d'exploitation de la tour Eiffel (SNTE).
Seznam byl kritizován pro vyloučení matematičky Sophie Germainové, bez jejíž základů teorie pružnosti by nebylo postavení takto konstruované věže možné. Životopisec Sophie Germainové John Augustine Zahm (píšící pod pseudonymem H. J. Mozans) předpokládal, že byla ze seznamu vyloučena jen proto, že byla žena.
Jako jediný z uvedených vědců se otevření Eiffelovy věže dožil fyzik Hippolyte Fizeau, který zemřel o 7 let později. Chemik a fyzik Michel Eugène Chevreul zemřel necelý měsíc před uvedením věže do provozu ve věku 102 let.

## Jména

### Severozápadní strana
| Č.  | Nápis     | Osoba                                 | Rok narození a úmrtí | Profese                        | Obrázek |
| --- | --------- | ------------------------------------- | -------------------- | ------------------------------ | ------- |
| 1.  | SEGUIN    | Marc Seguin                           | 1786–1875            | konstruktér                    |         |
| 2.  | LALANDE   | Jérôme Lalande                        | 1732–1807            | matematik a astronom           |         |
| 3.  | TRESCA    | Henri Tresca                          | 1814–1885            | konstruktér                    |         |
| 4.  | PONCELET  | Jean-Victor Poncelet                  | 1788–1867            | matematik, konstruktér a fyzik |         |
| 5.  | BRESSE    | Jacques Antoine Charles Bresse        | 1822–1883            | konstruktér a matematik        |         |
| 6.  | LAGRANGE  | Joseph-Louis Lagrange                 | 1736–1813            | matematik a astronom           |         |
| 7.  | BELANGER  | Jean-Baptiste-Charles-Joseph Bélanger | 1790–1874            | matematik                      |         |
| 8.  | CUVIER    | Georges Cuvier                        | 1769–1832            | přírodovědec                   |         |
| 9.  | LAPLACE   | Pierre-Simon Laplace                  | 1749–1827            | matematik a astronom           |         |
| 10. | DULONG    | Pierre-Louis Dulong                   | 1785–1838            | fyzik a chemik                 |         |
| 11. | CHASLES   | Michel Chasles                        | 1793–1880            | matematik                      |         |
| 12. | LAVOISIER | Antoine Lavoisier                     | 1743–1794            | chemik                         |         |
| 13. | AMPERE    | André-Marie Ampère                    | 1775–1836            | matematik a fyzik              |         |
| 14. | CHEVREUL  | Michel Eugène Chevreul                | 1786–1889            | chemik                         |         |
| 15. | FLACHAT   | Eugène Flachat                        | 1802–1873            | konstruktér                    |         |
| 16. | NAVIER    | Claude-Louis Navier                   | 1785–1836            | matematik a fyzik              |         |
| 17. | LEGENDRE  | Adrien-Marie Legendre                 | 1752–1833            | matematik                      |         |
| 18. | CHAPTAL   | Jean-Antoine Chaptal                  | 1756–1832            | chemik                         |         |

### Jihozápadní strana
| Č.  | Nápis        | Osoba                          | Rok narození a úmrtí | Profese                  | Obrázek |
| --- | ------------ | ------------------------------ | -------------------- | ------------------------ | ------- |
| 19. | JAMIN        | Jules Célestin Jamin           | 1818–1886            | fyzik                    |         |
| 20. | GAY-LUSSAC   | Joseph Louis Gay-Lussac        | 1778–1850            | chemik a fyzik           |         |
| 21. | FIZEAU       | Hippolyte Fizeau               | 1819–1896            | fyzik                    |         |
| 22. | SCHNEIDER    | Eugène Schneider               | 1805–1875            | průmyslník               |         |
| 23. | LE CHATELIER | Louis Le Chatelier             | 1815–1873            | konstruktér              |         |
| 24. | BERTHIER     | Pierre Berthier                | 1782–1861            | geolog                   |         |
| 25. | BARRAL       | Jean-Augustin Barral           | 1819–1884            | agronom, chemik, fyzik   |         |
| 26. | DE DION      | Henri de Dion                  | 1828–1878            | konstruktér              |         |
| 27. | GOUIN        | Ernest Goüin                   | 1815–1885            | konstruktér a průmyslník |         |
| 28. | JOUSSELIN    | Louis Didier Jousselin         | 1776–1858            | konstruktér              |         |
| 29. | BROCA        | Paul Broca                     | 1824–1880            | chirurg a antropolog     |         |
| 30. | BECQUEREL    | Antoine César Becquerel        | 1788–1878            | fyzik                    |         |
| 31. | CORIOLIS     | Gaspard-Gustave de Coriolis    | 1792–1843            | matematik a fyzik        |         |
| 32. | CAIL         | Jean-François Cail             | 1804–1871            | průmyslník               |         |
| 33. | TRIGER       | Jules Triger                   | 1801–1867            | konstruktér              |         |
| 34. | GIFFARD      | Henri Giffard                  | 1825–1882            | konstruktér              |         |
| 35. | PERRIER      | François Perrier               | 1833–1888            | geodet a generál         |         |
| 36. | STURM        | Jacques Charles François Sturm | 1803–1855            | matematik                |         |

### Jihovýchodní strana
| Č.  | Nápis    | Osoba                       | Rok narození a úmrtí | Profese                | Obrázek |
| --- | -------- | --------------------------- | -------------------- | ---------------------- | ------- |
| 37. | CAUCHY   | Augustin Louis Cauchy       | 1789–1857            | matematik              |         |
| 38. | BELGRAND | Eugène Belgrand             | 1810–1878            | konstruktér            |         |
| 39. | REGNAULT | Henri Victor Regnault       | 1810–1878            | chemik a fyzik         |         |
| 40. | FRESNEL  | Augustin-Jean Fresnel       | 1788–1827            | fyzik a inženýr        |         |
| 41. | DE PRONY | Gaspard de Prony            | 1755–1839            | konstruktér            |         |
| 42. | VICAT    | Louis-Joseph Vicat          | 1786–1861            | konstruktér            |         |
| 43. | EBELMEN  | Jacques-Joseph Ebelmen      | 1814–1852            | chemik                 |         |
| 44. | COULOMB  | Charles-Augustin de Coulomb | 1736–1806            | fyzik                  |         |
| 45. | POINSOT  | Louis Poinsot               | 1777–1859            | matematik              |         |
| 46. | FOUCAULT | Léon Foucault               | 1819–1868            | fyzik                  |         |
| 47. | DELAUNAY | Charles-Eugène Delaunay     | 1816–1872            | matematik a astronom   |         |
| 48. | MORIN    | Arthur Morin                | 1795–1880            | matematik a fyzik      |         |
| 49. | HAUY     | René Just Haüy              | 1743–1822            | mineralog              |         |
| 50. | COMBES   | Charles Combes              | 1801–1872            | konstruktér a metalurg |         |
| 51. | THENARD  | Louis Jacques Thénard       | 1777–1857            | chemik                 |         |
| 52. | ARAGO    | François Arago              | 1786–1853            | fyzik                  |         |
| 53. | POISSON  | Siméon Denis Poisson        | 1781–1840            | matematik a fyzik      |         |
| 54. | MONGE    | Gaspard Monge               | 1746–1818            | matematik a fyzik      |         |

### Severovýchodní strana
| Č.  | Nápis      | Osoba                         | Rok narození a úmrtí | Profese              | Obrázek |
| --- | ---------- | ----------------------------- | -------------------- | -------------------- | ------- |
| 55. | PETIET     | Jules Petiet                  | 1813–1871            | konstruktér          |         |
| 56. | DAGUERRE   | Louis Daguerre                | 1787–1851            | malíř a fyzik        |         |
| 57. | WURTZ      | Charles Adolphe Wurtz         | 1817–1884            | chemik               |         |
| 58. | LE VERRIER | Urbain Le Verrier             | 1811–1877            | matematik a astronom |         |
| 59. | PERDONNET  | Albert Auguste Perdonnet      | 1801–1867            | konstruktér          |         |
| 60. | DELAMBRE   | Jean-Baptiste Joseph Delambre | 1749–1822            | astronom             |         |
| 61. | MALUS      | Étienne-Louis Malus           | 1755–1812            | fyzik a konstruktér  |         |
| 62. | BREGUET    | Louis Breguet                 | 1804–1883            | fyzik a konstruktér  |         |
| 63. | POLONCEAU  | Camille Polonceau             | 1813–1859            | konstruktér          |         |
| 64. | DUMAS      | Jean-Baptiste Dumas           | 1800–1884            | chemik               |         |
| 65. | CLAPEYRON  | Émile Clapeyron               | 1799–1864            | fyzik                |         |
| 66. | BORDA      | Jean-Charles de Borda         | 1733–1799            | matematik            |         |
| 67. | FOURIER    | Joseph Fourier                | 1768–1830            | matematik a fyzik    |         |
| 68. | BICHAT     | Xavier Bichat                 | 1771–1802            | anatom a fyziolog    |         |
| 69. | SAUVAGE    | François Clément Sauvage      | 1814–1872            | geolog a konstruktér |         |
| 70. | PELOUZE    | Théophile-Jules Pelouze       | 1807–1867            | chemik               |         |
| 71. | CARNOT     | Lazare Carnot                 | 1753–1823            | matematik            |         |
| 72. | LAME       | Gabriel Lamé                  | 1795–1870            | matematik a fyzik    |         |